# 観月.
観月.（みづき）は、日本のシンガーソングライター。北海道出身。中島みゆきをリスペクト、夜と月の間で揺れる叙情をうたうシンガーソングライター。これまで「The10th Music revolution in 北海道」 にて優秀賞、「The Area circuit in 北海道」グランプリを受賞。また、北海道テレビ(HTB)「平岸我楽多団」にテーマ曲を、テレビ北海道(TVh)「青春サラブレッド～北海道静内農業高校の夏～」に挿入歌を提供するなど、活躍の場を広げている。ライブ活動と並行して配信ライブにも積極的に取り組んでいる。

## 人物
ギター片手に弾き語り活動をしている。夜とお酒をこよなく愛す。

## 略歴
2016年9月　The　Area Circuit Audition in 北海道グランプリ受賞。
2017年3月　HTBテレビ「平岸我楽多団」の企画「ハタチのキロク」テーマ曲提供。
2018年7月　元ふきのとう山木康世トリビュートアルバムに参加。（参加曲：風に吹かれてMinstrel）
2018年9月　HTBテレビ「キラキラ」出演。
2018年10月　山木康世「黄昏のビール」にてデュオ曲「ロザリア」収録。
2019年8月　EZO音楽祭　えぞオン2019出演。
2019年9月　TVhテレビ「青春サラブレッド」挿入歌楽曲提供。
2021年7月　映画「大きな古時計　劇場版」に挿入歌楽曲提供と観光客役で出演。
2021年8月　テレビ岩手「ねだらX」8月OPテーマとして楽曲提供。南海放送「キラリ！夜なカフェ」8月EDテーマとして楽曲提供。